# Tagel

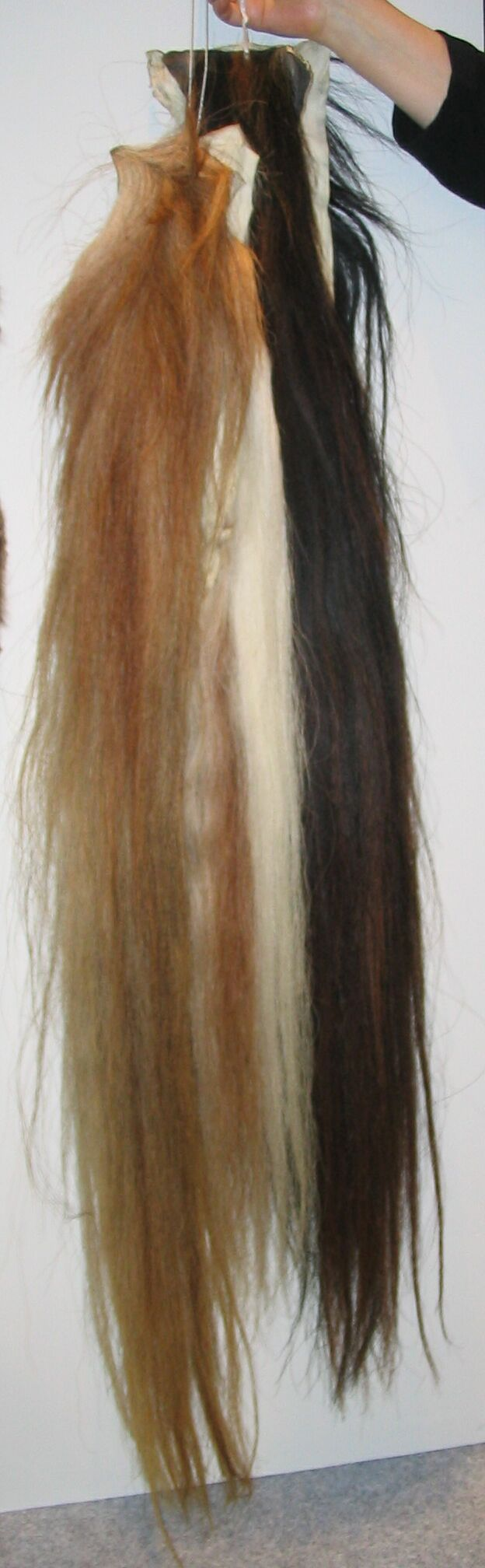
Hästtagel.

Tagel är långa, grova och ganska styva hår från man och svans hos hästdjur samt från svans hos nötkreatur.
Tagel används som stoppning i traditionellt stoppade möbler samt madrasser. Stråkar till stråkinstrument tillverkas också av tagel. Förr var det även vanligt att man flätade rep av tagel.